# Apanteles contergitus
Apanteles contergitus är en stekelart som först beskrevs av Song och Chen 2004.  Apanteles contergitus ingår i släktet Apanteles och familjen bracksteklar. Inga underarter finns listade i Catalogue of Life.